# Мигдон (Арејев син)
Мигдон је у грчкој митологији био Арејев син.

## Митологија
Био је син бога Ареја и музе Калиопе. Имао је три брата; Едона, Одоманта и Бистона и био отац Крусиде и Граста. Сматран је епонимним херојем трачанског племена Мигдонида и оснивач Мигдоније, региона у античкој Македонији.